# Segunda Ampliación del Chote
Segunda Ampliación del Chote är en ort i Mexiko.   Den ligger i kommunen El Higo och delstaten Veracruz, i den sydöstra delen av landet, 280 km norr om huvudstaden Mexico City. Segunda Ampliación del Chote ligger 46 meter över havet och antalet invånare är 105.
Terrängen runt Segunda Ampliación del Chote är platt. Runt Segunda Ampliación del Chote är det ganska glesbefolkat, med 34 invånare per kvadratkilometer. Närmaste större samhälle är El Higo, 7,0 km söder om Segunda Ampliación del Chote. Trakten runt Segunda Ampliación del Chote består till största delen av jordbruksmark.